# Tegmina

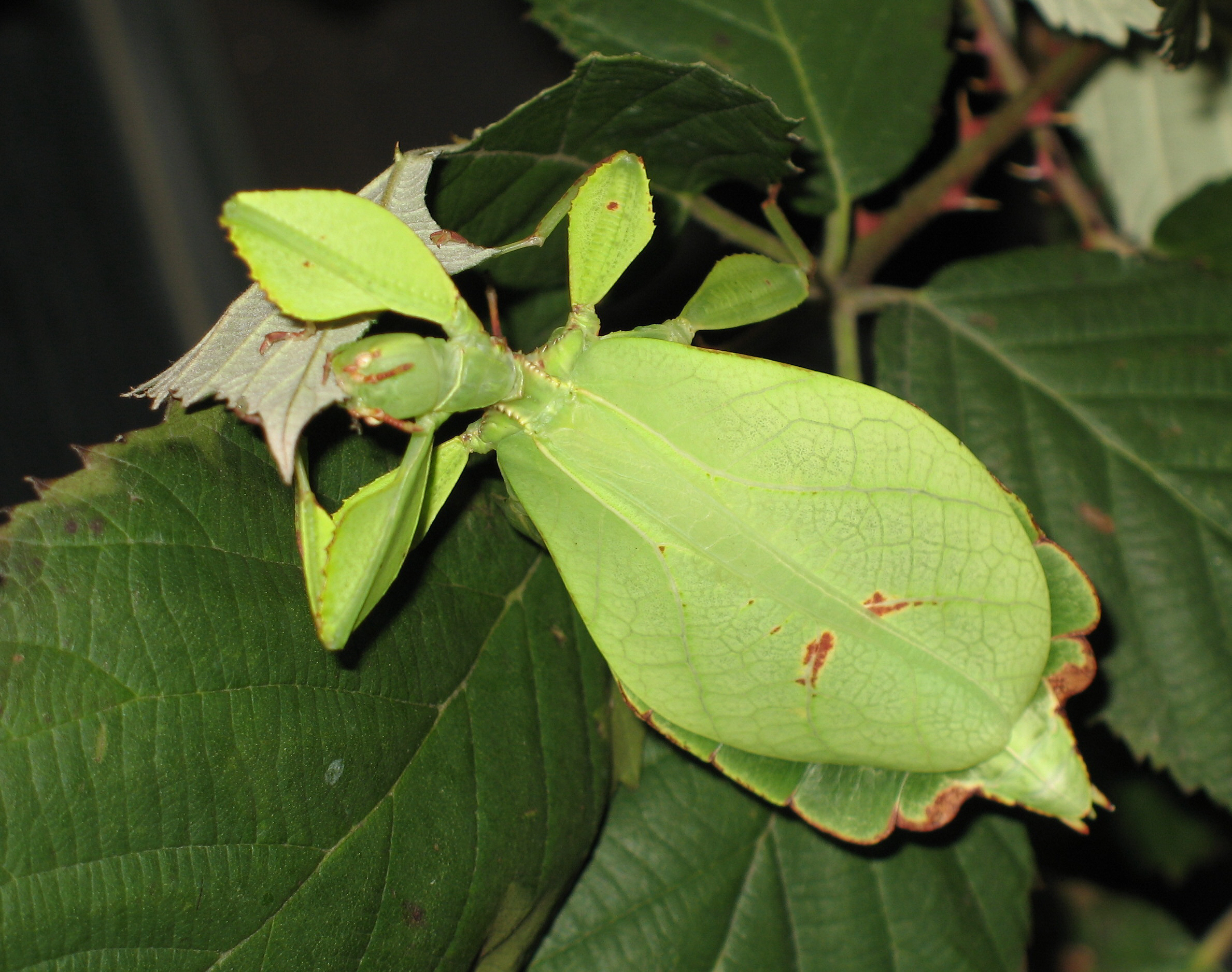
Wandelndes Blatt (hier Weibchen von Phyllium philippinicum) mit als Tegmina ausgebildeten Deckflügeln

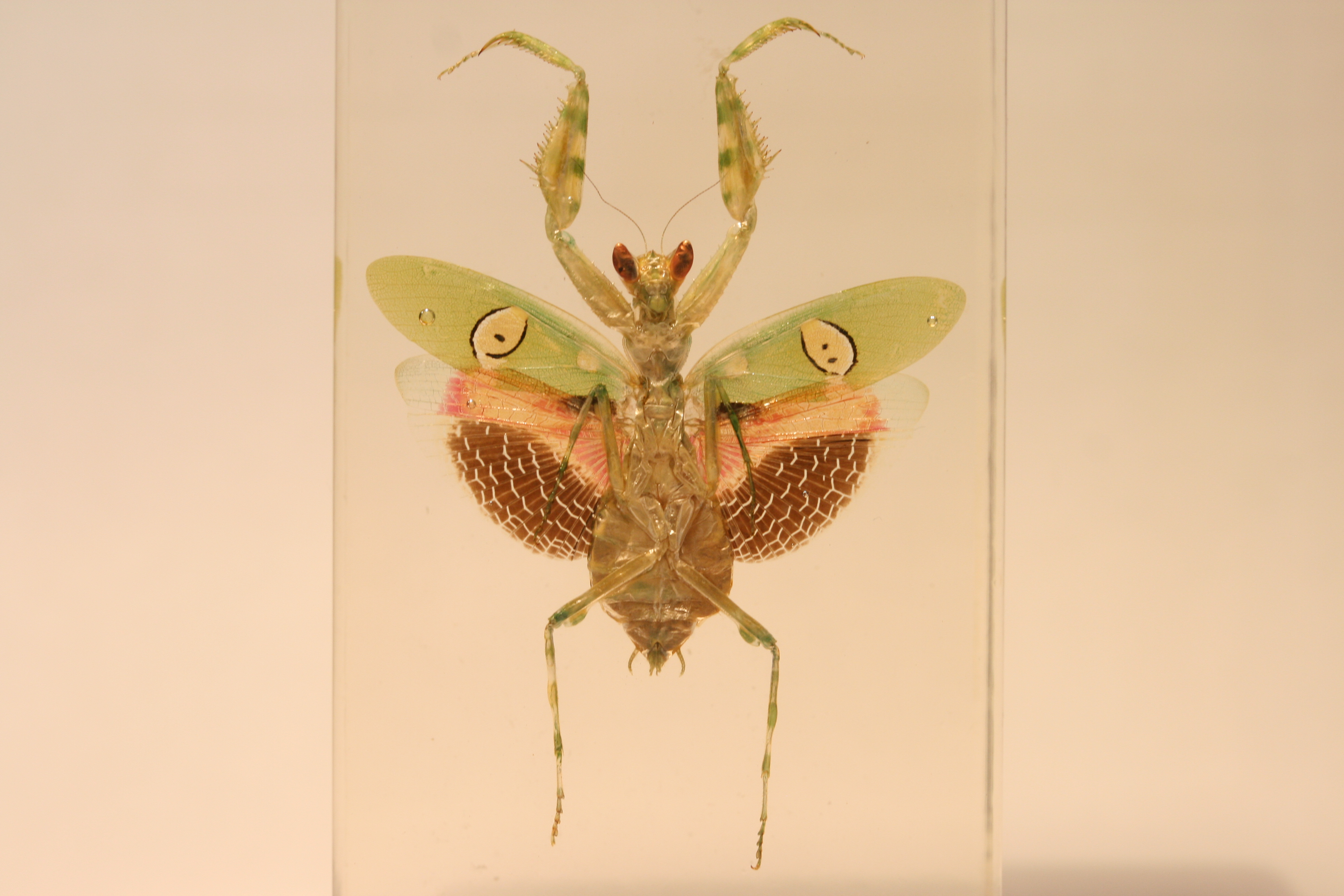
Präparat einer Asiatischen Blütenmantis, mit großen Augenflecken auf den Tegmina

Tegmina (Sg. Tegmen o. Tegmentum, lat. Decke, Haube von tegere bedecken) sind die ganz oder teilweise verdickten (chitinisierten), verstärkten (sklerotisierten) und pigmentierten Deckflügel von Insekten, die stets noch eine deutliche Aderung zeigen.
Diese Aderung stammt von den Tracheen ab und verleiht den Flügeln zusätzlich Stabilität.
Tegmina sind unter anderem bei Gespenstschrecken (Phasmatodea), Fangschrecken (Mantodea), Schaben (Blattodea), Kurz- (Caelifera) und Langfühlerschrecken (Ensifera) zu finden.
Abzugrenzen sind sie von den stärker sklerotisierten und stets aderlosen Elytren, einem Deckflügeltyp der unter anderem bei Käfern (Coleoptera) oder Ohrwürmern (Dermaptera) zu finden ist.
Für Funktion, Form, Größe und Lage im Flug siehe Deckflügel.